# 香山二三郎
香山 二三郎（かやま ふみろう、1955年 - ）は、日本のコラムニスト、ミステリ評論家、書評家。『このミステリーがすごい!』大賞選考委員。

## 略歴
栃木県生まれ。早稲田大学法学部卒業。在学中はワセダミステリクラブに参加。
コラムニストとして、書評を中心に執筆。スカイパーフェクTV!「ミステリチャンネル」のブックナビ「これがイチオシ」でもキャスターを務める。
共同事務所「オフィス・レム」に連城三紀彦（作家）、関口苑生（評論家）、北澤和彦（翻訳家）、上原ゼンジ（写真家）らと所属していた。

## 著書
- 一瞬の人生 : 「仕掛けと謎」の楽しみ 短篇ミステリー・コレクション 関口苑生, 香山二三郎 編 講談社 1991
- 名探偵より愛をこめて : 推理する頭脳 短篇ミステリー・コレクション2 関口苑生, 香山二三郎 編 講談社 1991
- 日本ミステリー最前線 : 1995年版 香山二三郎 著 双葉社 1994 のち『日本ミステリー最前線 1』として双葉文庫
- 日本ミステリー最前線 2 香山二三郎 著 双葉社 2000 (双葉文庫)